# 123
Glej tudi: število 123
123 (CXXIII) je bilo navadno leto, ki se je po julijanskem koledarju začelo na četrtek.

## Dogodki
- 1. januar